# Орешенки (Торопецкий район)
Орешенки — деревня в Торопецком районе Тверской области. Входит в состав Скворцовского сельского поселения.

## География
Находится в западной части Тверской области на расстоянии приблизительно 22 км на запад по прямой от районного центра города Торопец.

## История
В 1877 году здесь (деревня Торопецкого уезда Псковской губернии) было учтено 8 дворов.

## Население
Численность населения: 55 человек (1877 год), 6 (русские 100 %) в 2002 году, 1 в 2010.